# حق نواز جهنگوی
حق نواز جَهنگوی (به پنجابی/اردو: حق نواز جھنگوی؛ زادهٔ ۱۹۵۲ – درگذشتهٔ ۲۳ فوریهٔ ۱۹۹۰) روحانی پاکستانی بود که در ۶ سپتامبر ۱۹۸۶ گروه «سپاه صحابه پاکستان» را بنیان‌گذاری کرد؛ این گروه اهل‌سنت و پیرو مکتب دیوبندی است و به دلیل دیدگاه‌های ضدشیعه شناخته می‌شود.